# Chiquinquirá Delgado
Pour les articles homonymes, voir Chiquinquirá et Delgado.
Chiquinquirá Delgado, née le 7 août 1972 à Maracaibo au Venezuela, est une actrice et mannequin vénézuélienne.

## Biographie
De 1991 à 1999, elle a été mariée à Guillermo Dávila. De 2004 à 2010, elle a été mariée à Daniel Sarcos (es).

## Filmographie
- 1996 : TV Time (série télévisée) : l'invitée du Show
- 1999 : Calypso (série télévisée) : Margarita Luisa Volcán 'La Grande' (80 épisodes)
- 2000 : María Rosa, búscame una esposa (es) (série télévisée) : Eva Amador (119 épisodes)
- 2002 : Mambo y canela (série télévisée, 3 épisodes)
- 2003-2004 : Cosita rica (es) (série télévisée) : Victoria 'Vicky' Cárdenas (271 épisodes)
- 2010 : Mira Quién Baila (série télévisée) : elle-même, l'invitée
- 2011 : The 12th Annual Latin Grammy Awards (émission télévisée) : elle-même, la présentatrice
- 2011 : Pimp Bullies : Monica
- 2012 : 30 Rock (série télévisée) : Telemundo Anchor
- 2012 : Cuento Sin Hadas : Sofia
- 2013 : HitStreak (mini-série) : Isabel
- 2004-2013 : ¡Despierta América! (série télévisée) : elle-même, l'hôtesse (12 épisodes)
- 2015 : Nuestra Belleza Latina (série télévisée) : elle-même, l'hôtesse